# Сенеф
Сенеф (фр. Seneffe) — город и коммуна в Бельгии.

## Общие сведения

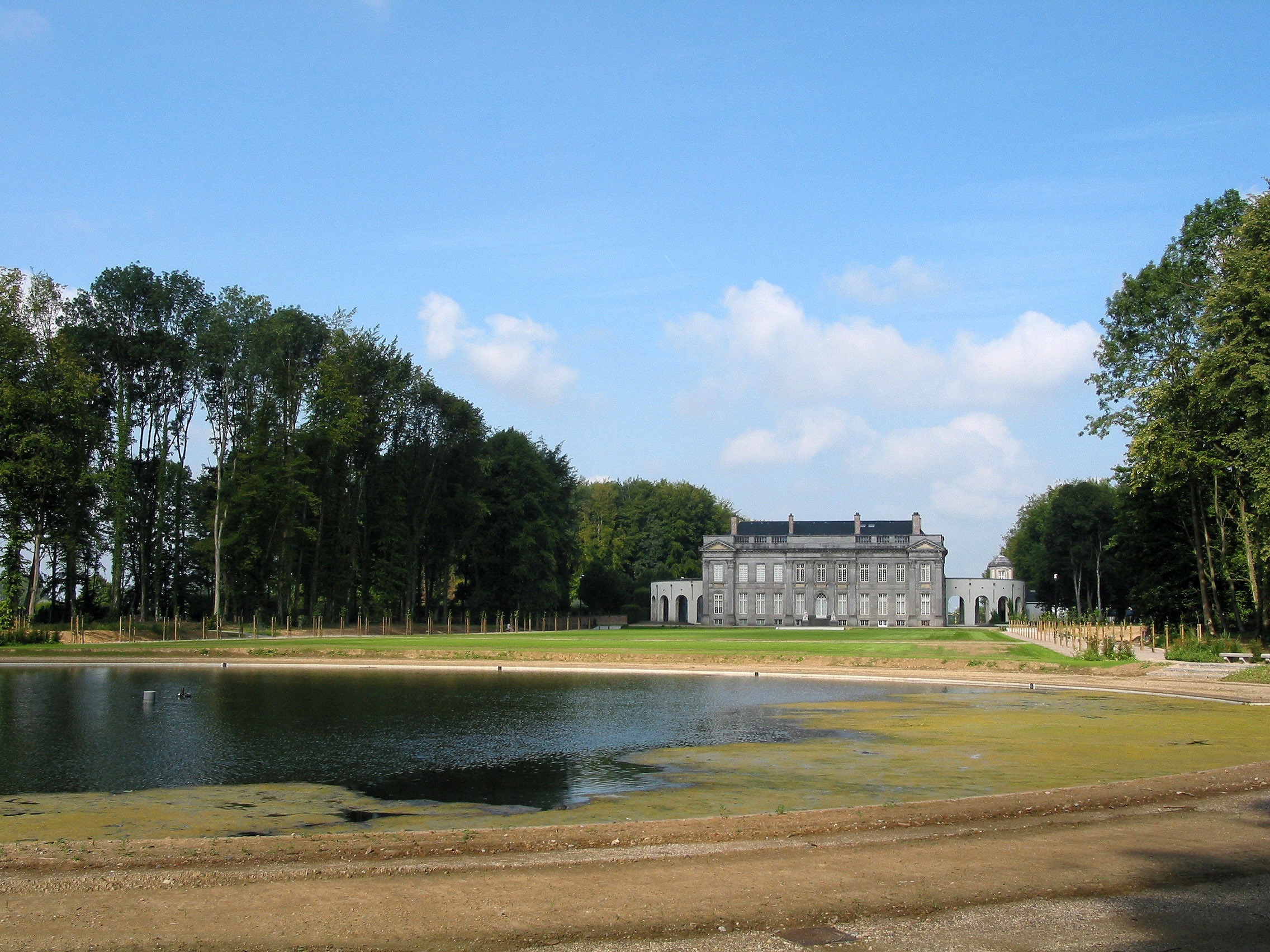
Дворец Сенёф

Город Сенеф расположен в центральной части Бельгии, в округе Шарлеруа провинции Эно франкоязычного региона Валлония. Кроме собственно города Сенеф, в коммуне находятся поселения Аркенн, Фамийёрё, Фелюи и Пети-Рёль-ле-Нивель.
Из достопримечательностей следует назвать построенный в классическим стиле Сенефский дворец и расположенный в нём музей ювелирного искусства Валлонии.
У Сенёфа начинается Центральный канал, связывающий водным путём бассейны рек Маас и Шельда.

## Города-партнёры
- Пенн-д'Ажено